# Erdődi zsinatok
Az erdődi zsinatok a 16. században a magyarországi protestáns egyházak megalakulásában játszottak szerepet.

## Előzmények
Szatmár vármegye reformációja Drágffy Gáspár pártfogása alatt indult meg 1527-től fogva. Drágffi ez idő tájt Kraszna és Közép-Szolnok vármegyék főispánja volt. Pápai Páriz Ferenc azt írja Drágffy Gáspárról, hogy „a reformációt lelkesen védte és a lelkészeknek birtokán, Újhely és Erdőd városokban, asylumot (menedéket) nyújtott.”
A vidéknek sok ismert reformátora volt ebből az időszakból, közülük néhány tényleg figyelemre méltó munkát végzett: Dévai Bíró Mátyás, Batizi András, Kopácsi István, Tordai Demeter, Hevesi Mihály, Radán Balázs. Viszonylag nagyon gyorsan lezajlott a vármegye reformációja, mert 1545-re már szinte minden faluban a templomokat át is vették. A reformáció gyors lezajlásának egyik oka az volt, hogy a mohácsi vészben a főpapok nagy része elesett, így a protestáns tanokkal szemben az egyházi hatóság nem tudott kellő súllyal fellépni. Az egyszerűbb papjaik, többnyire tudatlanok voltak, nem jelentettek igazán nagy akadályt, illetve vitapartnert a külföldön tanult reformált hitre jutott prédikátoroknak.

## I. erdődi zsinat.
1545. szeptember 20-án Erdődön tartott zsinaton 29 lelkész vett részt, és 12 pontban határozták meg azt reformátori tanminimumot, amelynek megtartására magukat elkötelezték. Mivel a zsinat előtti évben Drágffy Gáspár elhalálozott, az ülést özvegye, Drágffy Gáspárné Báthory Anna védnöksége alatt tartották. A zsinat színhelye azért lett Erdőd, mert a  vár s a hozzá tartozó település a Drágffyak birtoka volt.

### Kopácsi István szerepe
Erdőd lelkésze a zsinatok idején Kopácsi István volt, aki nemcsak lelki, de szellemi téren is segítette a környék fejlődését. Erdődi szolgálata előtt tért vissza Wittenbergből, ahol a melanchthoni vonal hatott leginkább teológiai látására.
Kopácsi István 1547-ben reformálta a református tanokkal már megismerkedett Nagybányát, és Veress Mihály plébánost is a 11 káplánjával együtt a reformációnak megnyerte, haladéktalanul megalakította itt a református főiskolát, melynek ő maga volt az első rectora. A főiskola neve Schola Rivulina lett, Nagybánya ősi nevéről: Rivulus Dominarumról. Az 1547-ben szervezett Schola Rivulina rövid idő alatt hat osztályú gimnáziummal egybekötött akadémiai tanfolyammá, azaz rendes főiskolává lett, ahol lelkipásztorokat és tanítókat képeztek. Kopácsi maga is tanított, mégpedig logikát, görög nyelvet és teológiát.

### További résztvevők
Székely Balázs szintén aláírta a zsinat végzéseit. Székely erdődi plébános volt már a zsinatot megelőző évben s a zsinat után is biztosan maradt, hiszen egy bibliai tárgyú elbeszélő verse tanúsága szerint 1546 újéve Erdődön éri. Feltételezhető, hogy 1547 szeptemberéig ott is maradt.
Az aláírók között volt egy másik híres reformátor, Batizi András is. Rajtuk kívül a következő résztvevők kézjegye hitelesítette a zsinati végzéseket: Tordai Demeter, Kalocsai Fábri János, Huszti Tamás, Mohi Ferencz, Thuri Jakab, Gönczi György, Babocsai István, Bácsmezei János, Batizi Domokos, Batizi Lőrincz, Berkeszi Kelemen, Börvelyi Bernát, Czeglédi Ambrus, Csehi Mihály, Debreczeni Mihály, Dévai Miklós, Dézsi Márton, Ecsedi János, Egri Péter, Felnémeti Máté, Gyulai Miklós, Ilosvai Balázs, Kászonyi János, Miskolczi János, Szadai Domokos, Szakácsi János és Váczi György.

### A 12 tétel
Az I. erdődi zsinat végzéseit többnyire a lutheri irány tanítása járja át s bár önállósága nyilvánvaló, nem feltétlenül beszélhetünk még a helvét irányhoz való közeledésről. Az minden esetre köztudott, hogy Kopácsi Melanchton tanítványa volt akárcsak az erdődi hitvallás egy másik aláírója, Batizi András.
- I. cikk – a szentháromságról
- II. cikk – Isten Fiáról, az egyetlen közbenjáróról
- III. cikk – a bűnös embernek Isten előtti megigazulásáról
- IV. cikk – mi és minő legyen a megigazító hit
- V. cikk – a jó cselekedeteket hány és minő okból kell művelni
- VI. cikk – a két szentség, azaz a keresztség és úrvacsora, valamint kiszolgáltatásuk és eredményeik
- VII. cikk – a meghalt szentekről akiket a jó cselekedeteik követésével nem pedig segítségül hívásukkal kell tisztelni
- VIII. cikk – a keresztyén szabadság fokozatai
- IX. cikk – a hármas gyónásról
- X. cikk – az egyház fejéről
- XI. cikk – miért távolodtak el a püspöki folytonos successiótól
- XII. cikk – egyetértés az ágostai hitvallással[2]

## II. erdődi zsinat
A II. erdődi zsinatra 10 évvel később, 1555-ben került sor.
Az 1550-es évek elejétől egyre markánsabban jelenik meg a kárpátmedencében a Kálvin János által fémjelzett helvét, vagyis a ma ismert református tanítás. Kálmáncsehi, Méliusz és Szegedi Kis István az élharcosai a tanok terjesztésének. Lippai Kristóf és Szegedi Kis István munkája nyomán a helvét irányzat kezd megjelenni nem csak a mai Magyarországon és Partiumban de Erdélyben is. „1553-ban Erdélyben is szórványosan a helvét szellemű szertartási reformokat hajtottak végre.”
1554-ben Óváriban tartottak a szatmáriak zsinatot próbálva megállítani a helvét irányzat folyamatos előrenyomulását és térhódítását, ugyanis „1553-1556 között az aggodalom éveiben, a váradi püspökség területén és a közeli Szatmárban működő protestáns lelkészeknek az volt a legfőbb gondjuk, hogy a gyors ütemben megindult és nagy haladást tett a helvét szertartási reformot hogyan állítsák meg és hogyan fejlesszék vissza az országos törvényekben kifejezetten nem tiltott földesuraikra és rájuk bajt nem hozó wittenbergi irány mértékéig.”
Mivel az 1554-es óvári zsinat rendeleteit maga a zsinaton püspökké választott Tordai Demeter sem tartotta be, s a helvét irány követőjévé vált, s az óvári templomból az oltárt eltávolíttatta, „1555 elején ugyanaz az egyházvidék Erdődön újból zsinatot tartott és itt az általánosabban elismert ágostai hitvallást fogadták el.”
Az I. óvári zsinattal ellentétben ezen a zsinaton már elítélték a „túlzókat”, akik alatt a helvét felfogásúakat értették.